# Jacques Besson
Jacques Besson (Mont-la-Ville, 5 de mayo de 1918-Lausana, 25 de agosto de 1984) fue un deportista suizo que compitió en ciclismo en la modalidad de pista. Ganó una medalla de plata en el Campeonato Mundial de Ciclismo en Pista de 1946, en la prueba de medio fondo.

## Medallero internacional
| Campeonato Mundial | Campeonato Mundial | Campeonato Mundial | Campeonato Mundial |
| Año                | Lugar              | Medalla            | Competición        |
| ------------------ | ------------------ | ------------------ | ------------------ |
| 1946               | Zúrich (Suiza)     | Medalla de plata   | Medio fondo (P)    |